# 일본어 대명사
일본어 대명사는 현재의 사람이나 사물을 지칭하거나 지칭하는 데 사용되는 일본어 낱말이다. 여기서 '현재'는 사람이나 사물을 가리킬 수 있는 것을 의미한다. 사물의 위치(멀리, 근처)와 현재 상호 작용(상품, 주소, 수취인, 방관자)에서의 역할은 해당 단어의 의미를 나타내는 특징이다. 특히 자신을 지칭하고 일인칭으로 말할 때 대명사의 사용은 성별, 격식, 방언, 일본어를 사용하는 지역에 따라 다르다.
현대 일본어 문법에서 대명사는 별개의 품사가 아니라 명사의 하위 분류이며 문법적으로는 명사와 동일하게 동작한다. 특정 고어 대명사는 소유격 형태인 我が(와가)를 사용하여 我(와레)와 같은 고대 일본어의 문법성(명사와 구별됨)을 여전히 유지할 수 있다.